# League of Ireland 2004
Die League of Ireland 2004 war die 84. Spielzeit der höchsten irischen Fußballliga. Sie begann am 19. März 2004 und endete am 22. November 2004.
Titelverteidiger Shelbourne FC gewann zum zwölften Mal die Meisterschaft.

## Modus
Die zehn Mannschaften spielten jeweils viermal gegeneinander. Jedes Team absolvierte dabei 36 Saisonspiele. Der Tabellenletzte stieg in die First Division ab.

## Vereine
| Verein                | Wappen                | Stadt     | Stadion                          | Kapazität |
| --------------------- | --------------------- | --------- | -------------------------------- | --------- |
| Bohemians Dublin      | Bohemians Dublin      | Dublin    | Dalymount Park                   | 7.955     |
| Cork City             | Cork City             | Cork      | Turners Cross                    | 8.985     |
| Derry City            | Derry City            | Derry     | Brandywell Stadium               | 7.700     |
| Drogheda United       | Drogheda United       | Drogheda  | Hunky Dorys Park                 | 2.000     |
| Dublin City           | Dublin City           | Dublin    | Dalymount Park                   | 7.955     |
| Longford Town         | Longford Town         | Longford  | Flancare Park                    | 6.850     |
| Shamrock Rovers       | Shamrock Rovers       | Dublin    | Tallaght Stadium                 | 5.947     |
| Shelbourne FC         | Shelbourne FC         | Dublin    | Tolka Park                       | 9.680     |
| St Patrick’s Athletic | St Patrick’s Athletic | Dublin    | Richmond Park                    | 5.340     |
| Waterford United      | Waterford United      | Waterford | Waterford Regional Sports Centre | 5.000     |

## Abschlusstabelle
| Pl. | Verein                | Sp. | S  | U  | N  | Tore    | Diff. | Punkte |
| --- | --------------------- | --- | -- | -- | -- | ------- | ----- | ------ |
| 1.  | Shelbourne FC (M)     | 36  | 19 | 11 | 6  | 057:370 | +20   | 68     |
| 2.  | Cork City             | 36  | 18 | 11 | 7  | 052:320 | +20   | 65     |
| 3.  | Bohemians Dublin      | 36  | 15 | 15 | 6  | 051:300 | +21   | 60     |
| 4.  | Drogheda United       | 36  | 15 | 7  | 14 | 045:430 | +2    | 52     |
| 5.  | Waterford United      | 36  | 14 | 8  | 14 | 044:490 | −5    | 50     |
| 6.  | Longford Town (P)     | 36  | 11 | 13 | 12 | 032:340 | −2    | 46     |
| 7.  | Derry City            | 36  | 11 | 11 | 14 | 023:320 | −9    | 44     |
| 8.  | St Patrick’s Athletic | 36  | 11 | 9  | 16 | 038:490 | −11   | 42     |
| 9.  | Shamrock Rovers       | 36  | 10 | 8  | 18 | 041:470 | −6    | 38     |
| 10. | Dublin City (N)       | 36  | 6  | 7  | 23 | 039:690 | −30   | 25     |

Platzierungskriterien: 1. Punkte – 2. Tordifferenz – 3. geschossene Tore

| (M) | Amtierender irischer Meister         |
| (P) | Amtierender irischer Pokalsieger     |
| (N) | Neuaufsteiger aus der First Division |

## Kreuztabelle
| Hinrunde (Runden 1–18) | Hinrunde (Runden 1–18) | Hinrunde (Runden 1–18) | Hinrunde (Runden 1–18) | Hinrunde (Runden 1–18) | Hinrunde (Runden 1–18) | Hinrunde (Runden 1–18) | Hinrunde (Runden 1–18) | Hinrunde (Runden 1–18) | Hinrunde (Runden 1–18) | 2004                  | Rückrunde (Runden 19–36) | Rückrunde (Runden 19–36) | Rückrunde (Runden 19–36) | Rückrunde (Runden 19–36) | Rückrunde (Runden 19–36) | Rückrunde (Runden 19–36) | Rückrunde (Runden 19–36) | Rückrunde (Runden 19–36) | Rückrunde (Runden 19–36) | Rückrunde (Runden 19–36) |
| ---------------------- | ---------------------- | ---------------------- | ---------------------- | ---------------------- | ---------------------- | ---------------------- | ---------------------- | ---------------------- | ---------------------- | --------------------- | ------------------------ | ------------------------ | ------------------------ | ------------------------ | ------------------------ | ------------------------ | ------------------------ | ------------------------ | ------------------------ | ------------------------ |
| Shelbourne FC          | Cork City              | Bohemians Dublin       | Drogheda United        | Waterford United       | Longford Town          | Derry City             | St Patrick’s Athletic  | Shamrock Rovers        | Dublin City            | Verein                | Shelbourne FC            | Cork City                | Bohemians Dublin         | Drogheda United          | Waterford United         | Longford Town            | Derry City               | St Patrick’s Athletic    | Shamrock Rovers          | Dublin City              |
|                        | 2:2                    | 0:0                    | 3:0                    | 1:0                    | 1:1                    | 1:0                    | 2:0                    | 1:0                    | 2:1                    | Shelbourne FC         |                          | 0:0                      | 1:1                      | 0:2                      | 2:1                      | 3:1                      | 0:2                      | 3:1                      | 1:1                      | 4:1                      |
| 0:2                    |                        | 0:1                    | 0:0                    | 2:3                    | 1:0                    | 2:1                    | 2:1                    | 1:1                    | 3:1                    | Cork City             | 0:1                      |                          | 1:1                      | 3:2                      | 2:0                      | 2:0                      | 1:1                      | 3:0                      | 1:0                      | 1:0                      |
| 1:1                    | 2:3                    |                        | 0:1                    | 2:2                    | 0:0                    | 3:0                    | 3:1                    | 2:2                    | 2:4                    | Bohemians Dublin      | 2:0                      | 1:0                      |                          | 0:0                      | 2:2                      | 1:1                      | 0:1                      | 2:2                      | 3:2                      | 4:0                      |
| 2:2                    | 2:0                    | 0:3                    |                        | 0:0                    | 0:1                    | 2:0                    | 0:1                    | 1:0                    | 2:0                    | Drogheda United       | 2:5                      | 1:3                      | 0:3                      |                          | 1:2                      | 0:1                      | 4:0                      | 0:2                      | 3:0                      | 2:1                      |
| 1:1                    | 1:1                    | 0:1                    | 2:1                    |                        | 1:1                    | 0:2                    | 0:1                    | 3:1                    | 2:1                    | Waterford United      | 3:1                      | 1:4                      | 1:1                      | 1:3                      |                          | 0:1                      | 1:0                      | 0:2                      | 2:0                      | 3:2                      |
| 0:2                    | 1:1                    | 0:2                    | 0:0                    | 0:2                    |                        | 1:0                    | 1:3                    | 1:0                    | 0:0                    | Longford Town         | 4:1                      | 1:2                      | 0:1                      | 3:1                      | 1:1                      |                          | 3:0                      | 2:1                      | 1:1                      | 2:0                      |
| 0:2                    | 1:1                    | 0:0                    | 0:2                    | 0:1                    | 0:0                    |                        | 0:0                    | 1:0                    | 2:1                    | Derry City            | 0:0                      | 0:1                      | 0:0                      | 1:0                      | 1:0                      | 0:0                      |                          | 1:1                      | 1:0                      | 2:3                      |
| 1:2                    | 0:2                    | 0:2                    | 0:2                    | 0:1                    | 1:1                    | 1:1                    |                        | 1:2                    | 3:1                    | St Patrick’s Athletic | 0:0                      | 0:3                      | 1:2                      | 1:1                      | 2:1                      | 1:0                      | 0:1                      |                          | 2:0                      | 2:2                      |
| 3:0                    | 2:1                    | 2:1                    | 1:2                    | 4:0                    | 1:1                    | 1:0                    | 1:2                    |                        | 0:0                    | Shamrock Rovers       | 1:4                      | 1:1                      | 0:1                      | 1:2                      | 1:2                      | 2:0                      | 0:0                      | 3:1                      |                          | 1:3                      |
| 1:3                    | 0:1                    | 2:1                    | 1:1                    | 3:1                    | 0:1                    | 0:2                    | 1:1                    | 0:4                    |                        | Dublin City           | 2:3                      | 0:1                      | 0:0                      | 2:3                      | 1:3                      | 2:1                      | 0:2                      | 1:2                      | 1:2                      |                          |